# Крістофер Ларкін
Крістофер Ларкін (англ. Christopher Larkin, нар. 2 жовтня 1987, Тегу, Південна Корея) — американський актор. Він найбільш відомий своєю роллю Монті Гріна в телесеріалі «Сотня».

## Біографія
Ларкіна в дитинстві усиновили його батьки Елейн і Пітер Ларкін. Він виріс у Гіброні, Коннектикут, США, і його виховання було насичене ірландською культурою його батька. Крістофер був конкурентоспроможним ірландським степ-танцюристом протягом усієї своєї юності – отримав національний рейтинг – і цитує свою першу мрію як бажання стати «головним американським азіатським танцем на Riverdance». Він почав грати в театральній програмі середньої школи, а свою першу професійну роль отримав у 2000 році, виконавши головну роль у фільмі Hallmark Hall of Fame «Повстання фламінго». Він також почав грати на гітарі після того, як його подарував дід.
Після закінчення середньої школи RHAM і Великої Гартфордської академії мистецтв у 2005 році Ларкін навчався в кампусі  
Фордхемського університету в Лінкольн-центрі в Нью-Йорку. Він дебютував за межами Бродвею на другому курсі коледжу та перервав осінній семестр останнього курсу, щоб зіграти головного героя в постановці Steppenwolf Theatre Company «Кафка на пляжі» в Чикаго, штат Іллінойс. Ларкін закінчив театральний факультет у 2009 році та переїхав до Лос-Анджелеса в 2012 році в надії знайти більше акторських можливостей.

## Кар'єра
У 2011 році Крістофер Ларкін разом із другом Вейдом Алланом-Маркусом заснував гурт d'Artagnon. D'Artagnon випустив один студійний альбом під назвою A-side. З цього альбому їхня пісня «Confession» була показана в епізоді 2x06 із 100 і була названа переможцем конкурсу Red Bull Soundstage Competition 2012, а також увійшла до саундтреку до фільму «Ми створили цей фільм». Зараз Ларкін випускає музику під псевдонімом Керрі Хатчет. Він самостійно випустив свій дебютний альбом The News Today 29 вересня 2015 року. Його другий альбом, The Happiest Album Ever Made, був випущений 13 листопада 2017 року з «Julien» і «Grey Blues», випущеними раніше як сингли. Він також випустив кліп на «Grey Blues». Його третій альбом «Jayne Schmayne» був випущений 4 травня 2021 року. Пісні «Round and Round», «Theo» і «Only a Fool» з цього альбому були випущені раніше як сингли з супровідними музичними відео.

## Фільмографія
| Рік       |   | Українська назва       | Оригінальна назва    | Роль              |
| --------- | - | ---------------------- | -------------------- | ----------------- |
| 2001      | ф | Відродження фламінго   | The Flamingo Rising  | Джейкоб Лі        |
| 2005      | ф | Незнайомці з цукеркою  | Strangers With Candy | Кім               |
| 2006      | ф | Великий поганий заплив | The Big Bad Swim     | Кашєр             |
| 2008      | с | Одне життя, щоб жити   | One Life to Live     | Ден               |
| 2012      | с | Загін 85               | Squad 85             | Боббі             |
| 2013      | с | 90210: Нове покоління  | 90210                | Кент              |
| 2013      | с | Незграбна              | Awkward              | Нейтральна партія |
| 2014—2019 | с | Сотня                  | The 100              | Монті Грін        |
| 2019      | с | Казки міста            | Tales of the City    | Джонатан Вінтер   |
| 2022      | с | Орвілл                 | The Orville          | Тімміс            |